# 塞爾維亞伊斯蘭教

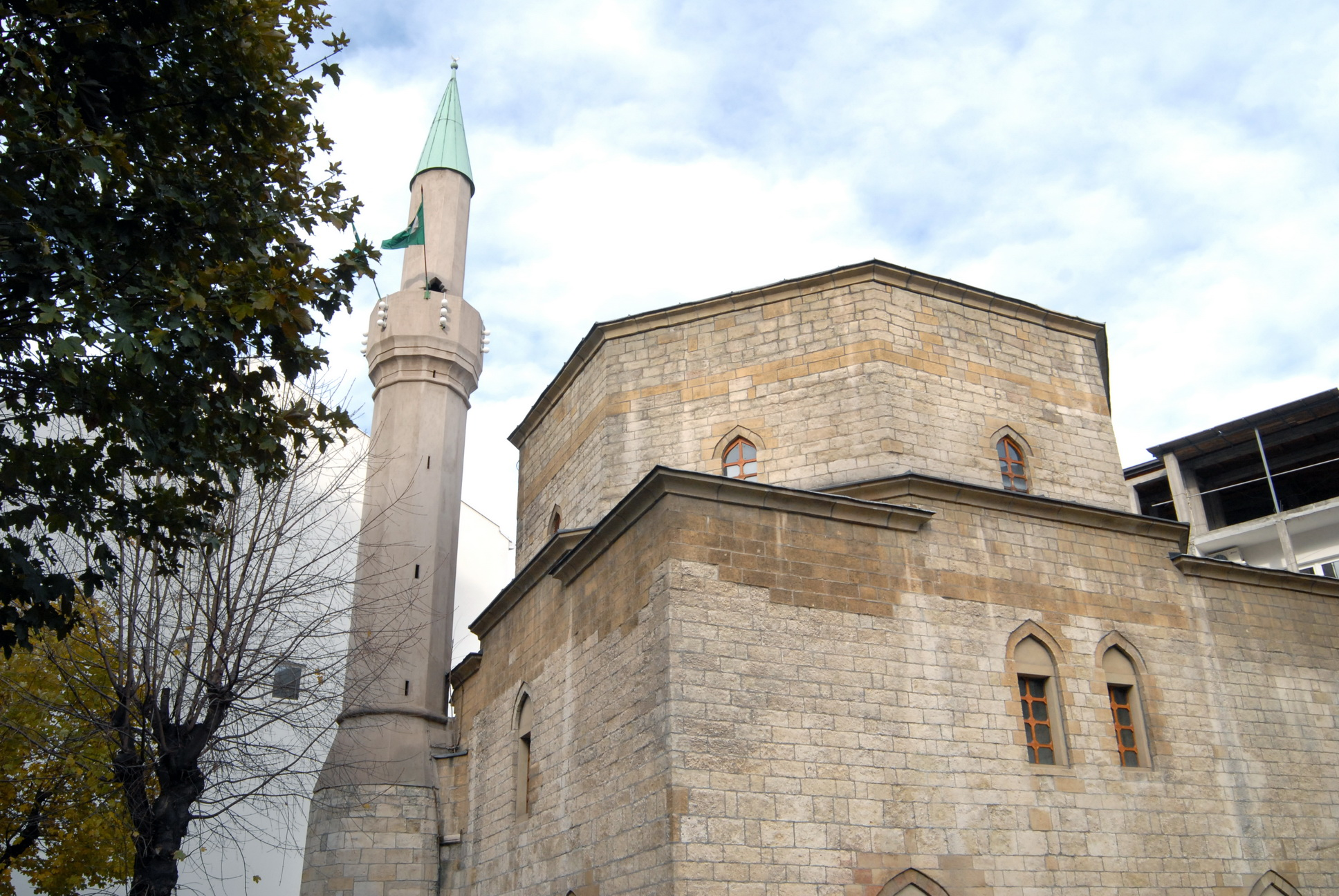
巴杰拉克勒清真寺

塞爾維亞，是以東正教為主流的國家，全國約3%人口是穆斯林，伊斯蘭教是在鄂圖曼帝國治下時傳入，主要信徒是波士尼亞克人，阿爾巴尼亞人、羅姆人、少數穆斯林族和土耳其人。
在十九世紀塞爾維亞從土耳其統治下獨立出來期間，穆斯林被驅逐，清真寺被摧毀。
根據2011年人口普查，約有228,658個穆斯林生活在塞爾維亞，但人口普查遭到桑紮克地區一些波什尼亞克人的抵制，因為正義與和解黨領導人之一穆阿默爾·祖科爾利奇呼籲他的追隨者不要參加人口普查。此外，普雷舍沃、布亞諾瓦茨和梅德韋達市的阿爾巴尼亞族人口也抵制人口普查。因此，塞爾維亞穆斯林的實際人數可能至少高出約50，000人。塞爾維亞穆斯林最集中的地方是桑紮克地區的新帕扎爾、圖廷和謝尼察市，以及普雷舍沃山谷的普雷舍沃和布亞諾瓦茨市。